# Współpraca międzynarodowa
Współpraca międzynarodowa – zagadnienie budzące zainteresowanie badaczy jak i polityków. Badacze zajmują się przyczynami współpracy międzynarodowej oraz jej zaletami i wadami, politycy natomiast zajmują się środkami współpracy i ich efektywnością oraz skutecznością.
Interakcje pomiędzy uczestnikami stosunków międzynarodowych którymi najczęściej są państwa wymagają porozumienia pomiędzy nimi pomimo, sprzeczności interesów w celu osiągnięcia porozumienia, które zadowoli grupę państw tych mniejszych jak i hegemonów. Często cel jaki ma zostać osiągnięty jest narzucany ze strony państwa silniejszego, supermocarstwa, które dominuje w jednej ze sfer, ekonomiczno-politycznej lub politycznej, bądź na arenie międzynarodowej. Dzięki wspólnocie interesów powstaje reżim międzynarodowy, czyli zestaw reguł oraz norm ustalonych przez państwa, które biorą udział we współpracy między sobą. Reżimy nie są prawem międzynarodowym, nie są sformalizowane, lecz ustalane pomiędzy poszczególnymi państwami, co powinno zagwarantować efektywną współpracę, co w wielu przypadkach wymaga kompromisu z jednej ze stron porozumienia. Praktyka pokazuje jednak, że to największe państwa potrafią narzucać swoje własne interesy, nie zważając na nieformalne ustalenia i czerpiąc z nich ogromne korzyści, co zwykle nie jest akceptowane przez państwa, nie posiadające dużego znaczenia na arenie międzynarodowej (np. Szwajcaria czy Czechy, które nie są w stanie zbyt wiele zdziałać wobec takich państw jak USA czy Rosja).